# Ски спорт
Карането на ски е вид спорт или хоби и представлява пързаляне по сняг, вода, трева или друго подходящо покритие с нисък коефициент на триене, с помощта на пособия, наречени ски и щеки.

## История
Думата „ски“ произлиза от скандинавската митология, в която се говори за две божества – богът Ullr и богинята Skaði, които биват изобразявани като ловуващи върху ски. „Ски“ произлиза от „skíð“, което може да се преведе като разделено на две части парче дърво. Предшественикът на модерните ски се е използвал за придвижване, по време на ловуване или при война.
Отначало карането на ски е имало транспортна функция, но в наши дни това е най-вече занимание с развлекателен или спортно-състезателен характер. 
Първите ски датират отпреди 5000 г. пр.н.е. Първоначално ските биват изработвани от дърво, но днес те са със съставна конструкция, съдържаща предимно стъклопласт. Съвременните ски са снабдени и със ски автомати – механични пособия чрез които обувките за ски се закрепват към ските.
Като военно-приложно средство ските се използват за първи път от русите в средата на 15 век.
Когато обаче се говори за превръщането на ските от средство за придвижване и за задоволяване на насъщите потребности в ски-спорт, трябва да се отдаде заслуженото на норвежците. Те първи влагат при пързалянето спортен елемент. Началото се поставя около 1860 г. от братята Хемствайд и от смятания за „баща на ските“ в Норвегия Нордхайм, които започват да правят елеганти завои и да скачат по 30 метра. Тези завои се изпълняват в околностите на Кристияния и Телемарк и носят имената им.
Алпийската ски-техника в Австрия възниква между 1891 – 1894 г. Неин основоположник е Матиас Здарски, който през зимата на 1890 – 1891 г. получава чифт норвежки ски, с които извършва изкачване до своя планински дом. Освен Задарски пропагандатори на алпийския ски-спорт стават още Оферман, Паулке, Соом, Билгери и др. Всеки от тях влага нещо свое в техниката на изпълнение на отделните елементи, в резултат на което се оформили 2 течения, реализирани в двете известни за своето време школи:
- лилиендфелдска – начело с Матиас Здарски
- норвежка – начело с Паулке.

Всяка една от тях провежда обучението и разработва проблемите на ски-техниката съобразно своите концепции. Дейността на двете школи продължава до 1905 г., когато по инициатива на Здарски и Билгери те се обединяват, като вземат най-рационалното от системите. Така се поставя на един по-висок етап техниката и методиката на обучунието по ски. Същата година е характерна и с провежданенто на първото състезание по слалом, в което участват представители и на Америка и Азия.
Постепенното масовизиране поставя на преден план нуждата от подходяща литература за описание на техниката и методическата последователност на нейното усвояване. С тази цел през 1910 г. се отпечатва първото учебно помагало по ски на Билгери – „Алпийското пързаляне със ски“. В това ръководство намират място най-приложимите елементи на двете системи и основата на цялата техника стои щембогенът, въведен за първи път от Матиас Здарски. Това е перидодът, когато се въвежда щемхристиянията и послодоваталните завои.
Така постепенно се създава по-съвършена система за обучение по ски, ръководена от Здарски и Билгери. С това се слага началото на модерна и ефективна система в техническо и методическо отношение, която изиграва решителна роля за по-нататъшното усъвършенстване на методиката на обучени.
Особена роля в масовизацията на обучението по ски се пада на Първата световна война. Голяма част от военнит действия се водят в Алпите. Това изисква добре подготвени войници и офицери в ски-техниката. Именно тогава през школата на Здарски и Билгери преминават своето обучение хиляди войници и офицери, които след войната стават първите ски-учители. Един от тях е Ханес Шнайдер, който през 1922 г. в Санкт Антон (Тирол)създава първото в света професионално ски-училище. Такива училища се откриват и в други райони и страни, които започват активна дейност по обучението с помощта на професионални ски-учетели.
С ликвидирането на тежките последствия от Първата световна война се забелязва известен подем в развитието на ски-спорта. Все по-голям става броят на харата, които посещават високите планини, за да могат да карат ски. За тази цел започва широко строителство на въжени линии, които да отвеждат бързо скиорите от планинските селища в планинските райони, подходящи за техническо усъвършенстване. Така за кратък период от време се създава наобходимата материална база за масово обучение по ски.
Всичко това се отразява много благоприятно за създаването на ски-училища. За кратко време във всички алпийски държави се създават такива училища, които допринасят на само за масовото обучение, но и за спортно майсторство. През 1924 г. ски-спортът получава олимпийско признание и за първи път се включва в програмата на Зимните олимпийски игри в Шамони, Франция през същата година.

## Екипировка
Практикуването на ски в планината е немислимо без ски екипировка. Под ски екипировка разбираме всички аксесоари които са ни нужни за да се чувстваме комфортно и удобно по време на престоят ни в планината. А те са: Ски, ски обувки, ски щеки, ски автомати, ръкавици, шапка, шлем, очила, яке, панталон, сак за самите ски, друг сак за ски обувките, и такъв за останалите аксесоари. Дори има и специализирани чорапи за каране на ски.

## Ски спорта в България
Известен български състезател по ски алпийски дисциплини е Петър Попангелов (1959 г.)
Екатерина Дафовска е най-успялата българска биатлонистка. В кариерата си има олимпийска титла, европейска титла, както и два бронзови медала от световни първенства.

## Основни видове
- водни ски
- зимни ски или просто ски. Има три вида зимни ски: алпийски, северни и телемарк.

## Видове спорт
- Ски алпийски дисциплини – спускане, слалом, гигантски слалом, супергигантски слалом
- Ски бягане
- Ски скокове
- Биатлон